# Tito Manlio (Noris)
Tito Manlio (Titus Manlius) ist ein Libretto für eine Opera seria in drei Akten von Matteo Noris. Es wurde ungefähr 10 Mal vertont. Die erste Vertonung von Carlo Francesco Pollarolo wurde am 20. September 1696 in der Sommerresidenz des Großherzogs der Toskana in Pratolino uraufgeführt. Die bekannteste Fassung stammt von Antonio Vivaldi (→ Tito Manlio (Vivaldi)).

## Handlung
Die Handlung der Oper basiert auf einer historischen Begebenheit aus der Frühzeit Roms während der Latinerkriege, wie sie im 22. Buch von Livius’ Ab urbe condita im 60. Kapitel berichtet wird.:264 Im „Argomento“ des Librettos von Vivaldis Fassung ist sie folgendermaßen wiedergegeben:
Die mit Rom verbündeten latinischen Stämme forderten die gleichen politischen Rechte im Staat. Als der römische Senat diese verweigerte, rebellierten sie und erklärten den Krieg. Der Konsul Tito Manlio (Titus Manlius Imperiosus Torquatus) schickte seinen Sohn aus, um das latinische Lager zu erkunden, befahl ihm aber, sich unter keinen Umständen auf eine Schlacht außerhalb der militärischen Formationen einzulassen, da Latiner und Römer nicht ausreichend voneinander unterschieden werden konnten. Als Manlio dem latinischen Edelmann Geminio Mezio begegnete, der ihn beleidigte und zum Zweikampf herausforderte, schickte er seine Begleiter fort und kämpfte gegen Geminio, den er tötete. Bei seiner triumphalen Rückkehr nach Rom wurde er von seinem Vater beschuldigt, die Autorität des Senats missachtet und das Gesetz gebrochen zu haben und zum Tod durch Enthauptung verurteilt.:262
Das Libretto wurde für jede Vertonung an die aktuellen Bedürfnisse angepasst und existiert daher in unterschiedlichen Fassungen, die sich in der Szenenstruktur und vor allem in den Arientexten unterscheiden. Die folgende Inhaltsangabe basiert auf der 1719 von Antonio Vivaldi für Mantua vertonten Fassung.

### Erster Akt
Tempel mit Altar
Der römische Konsul Tito Manlio lässt sein Volk und seine Soldaten schwören, die Latiner zu hassen. Während der Hauptmann Decio, Titos Sohn Manlio und auch der in Titos Tochter Vitellia verliebte latinische Ritter Lucio den Schwur leisten, verweigern ihn Vitellia selbst (sie liebt den latinischen Hauptmann Geminio) und Manlios latinische Braut Servilia. Tito lässt Vitellia bis zur Klärung in ihre Gemächer sperren. Anschließend trägt er seinem Sohn auf, das latinische Lager auszukundschaften, wobei er sich auf keinen Fall in Kämpfe verwickeln lassen dürfe, da ein Gesetz des Senats dies verbiete.
Gemächer
Lucio offenbart Decio seine Gefühle für Vitellia. Decio ist selbst in Vitellia verliebt, muss dies aber geheim halten, da sein Stand eine Verbindung nicht zulässt.
Vitellia schickt ihren Diener Lindo mit einem Brief an Geminio in das feindliche Lager. Tito erscheint mit Lucio und fordert sie auf, die Gründe für ihre Schwur-Verweigerung zu nennen. Da Vitellia hartnäckig schweigt, droht Tito ihr mit Folter. Er geht und überlässt das weitere Verhör Lucio. Dieser gesteht Vitellia seine Liebe. Er wolle Tito um ihre Hand bitten und als Gegenleistung den Latinerhauptmann Geminio gefangen nehmen. Vitellia verbirgt ihre Empörung – doch da sie in seiner Liebe auch eine Chance für ihre eigenen Ziele sieht, gestattet sie ihm, um sie anzuhalten und verspricht, Tito zu sagen, was er wissen wolle.
Lager der Latiner
Geminio steckt in einem Gewissenskonflikt. Einerseits ist er begierig auf den Kampf mit den Römern, doch andererseits liebt er die Römerin Vitellia. Lindo erscheint mit Vitellias Brief, in der sie ihm von ihrem verweigerten Schwur berichtet und ihn bittet, schnellstens nach Rom zu kommen, um sie zu retten. Geminio lässt ihr ausrichten, dass er seine Pflichten als Latiner nicht vernachlässigen könne, ohne ihr unwürdig zu werden. Manlio erscheint im Lager und prahlt mit seinen Waffen. Geminio fordert ihn zum Zweikampf heraus. Trotz des ausdrücklichen Befehls seines Vaters geht Manlio darauf ein. Beide ergreifen ihre Schwerter. Servilia tritt dazwischen und vermittelt zwischen den beiden. Geminio bittet sie, nach Rom zurückzukehren, um Tito mitzuteilen, dass er bereit sei, Römer zu werden, wenn er Vitellias Hand erhalte. Nachdem sie gegangen ist, fordert Geminio Manlio erneut zum Kampf.

### Zweiter Akt
Saal im Palast des Konsuls
Lucio bittet Tito ihn um die Hand Vitellias. Tito hat keine Einwände gegen diese Verbindung, doch verdiene Vitellia den Tod, solange sie Rom feindlich gesinnt sei. Vitellia erscheint, um Tito über ihre Liebe zu Geminio aufzuklären. Sie wird durch die Rückkehr Servilias unterbrochen, die von Geminios Angebot berichtet. Zur Freude der beiden Frauen – und zu Lucios Entsetzen –  ist Tito damit einverstanden. Servilia solle Geminio das Eheversprechen sofort überbringen. Auch Manlio kehrt zurück. Er teilt den Anwesenden mit, dass er Geminio im Duell getötet habe. Die beiden Frauen fallen in Ohnmacht und werden von Dienern in ihre Gemächer getragen. Als Tito seinen Sohn auf das gebrochene Gesetz hinweist, rechtfertigt sich Manlio für seine Tat mit den vielfachen Beleidigungen Geminios. Zudem sei sein Sieg über die Latiner ruhmwürdig. Tito jedoch beharrt darauf, dass er für seine Handlung bestraft werden müsse.
Hof
Vitellia dürstet nach Rache für den Tod ihres Geliebten. Auch Servilia will ihren Bruder rächen und Manlio töten, obwohl sie diesen noch immer liebt. Lindo bemüht sich vergeblich, die beiden zu beruhigen. Auch Manlio versucht vergeblich, seine Tat vor Vitellia und Servilia zu rechtfertigen. Er fordert Vitellia auf, Servilia ihren Dolch zu geben, damit sie selbst ihn töten kann. Im Auftrag Titos erscheint Decio, um Manlio Fußketten anzulegen und ihn in den Kerker zu bringen. Servilias Liebe zu Manlio regt sich wieder. Sie beschließt, für ihn um Gnade zu bitten. Auch Decio zeigt Mitgefühl für Manlio. Luico kommt, einen Brief lesend, hinzu. Er hält Rom für undankbar Manlio gegenüber und will sich für ihn einsetzen.
Salon
Von Selbstzweifeln geplagt verfasst Tito das Todesurteil gegen seinen Sohn. Nacheinander bitten ihn Decio und Servilia vergeblich um Gnade. Tito gestattet Servilia lediglich einen Besuch im Kerker. Schließlich tritt auch Vitellia vor. Sie bittet nicht um Gnade, sondern verlangt Rache für den Tod ihres Geliebten. Zudem schwört sie den Latinern „Mord, Terror, Gemetzel und Untergang“, da der Grund für ihre ursprüngliche Weigerung nun hinfällig sei. Tito beauftragt Lucio, Manlio das unterschriebene Urteil zu bringen. Er verspricht ihm die Hand Vitellias, die aber erklärt, dass sie Geminio auch nach dessen Tod treu bleiben wolle. Lucio ist fest entschlossen, Manlio zu retten.

### Dritter Akt
Grausiger Kerker mit brennenden Fackeln. Nacht
Servilia betrachtet liebevoll den mit gefesselten Füßen schlafenden Manlio. Nachdem er erwacht ist, berichtet sie ihm von ihrem fehlgeschlagenen Gnadengesuch. Er bittet sie, noch einmal zu Tito zu gehen, um ihm zu sagen, dass er selbst um Gnade bitten wolle. Lucio erscheint mit dem Todesurteil. Manlio soll bereits am nächsten Morgen enthauptet werden. Lucio teilt ihm mit, dass er vom latinischen Heer zum Anführer erwählt wurde. Er habe zwar kein persönliches Interesse an dieser Position, werde sie aber annehmen, um Manlio mit Hilfe seiner Truppen zu retten. Manlio ist gefasst. Seiner Meinung nach habe er durch den Zweikampf Rom treu gedient und wolle das auch weiterhin, selbst wenn es ihn das Leben koste. Die Anwesenheit seiner Geliebten kann er in dieser demütigenden Lage kaum ertragen, doch Servilia weigert sich zu gehen und erklärt, mit ihm gemeinsam sterben zu wollen.
Gemächer
Vitellia beauftragt Lindo, die Ansicht des Volks über das Todesurteil herauszufinden. Lucio wirbt erneut um sie, doch Vitellia fordert zu seinem Entsetzen als Liebesbeweis den Kopf Manlios. Sie geht. Tito und Servilia kommen herein, um Manlio zu erwarten, der noch einmal mit seinem Vater sprechen darf. Manlio erscheint und will zunächst unterwürfig die Hand seines Vaters küssen. Doch Tito verweigert ihm diesen letzten Liebesbeweis. Da Manlio demnächst das Antlitz des Todes küssen werde, sei er nicht mehr würdig, die Hand des Richters zu küssen. Er wendet sich ab. Diesen Moment nutzt Manlio geschickt für seinen Handkuss. Titos Vaterliebe regt sich wieder. Er hebt das Urteil zwar nicht auf, gestattet Manlio aber eine letzte Umarmung. Als Manlio ihn darum bittet, Servilia bei sich aufzunehmen, verspricht Tito, sie an seiner Stelle zu heiraten. Er entfernt sich mit Lucio. Manlio versucht, die widerstrebende Servilia davon zu überzeugen, Tito zu heiraten und zu vergeben.
Straße außerhalb Roms mit Blick auf den Tiber
Vitellia und Lindo erwarten Manlio auf dem Weg zu seiner Hinrichtung. Servilia gesellt sich zu ihnen. Manlio erscheint mit Lucio, Soldaten und Lektoren. Er versichert Vitellia, dass er vor dem Zweikampf nichts von ihrer Liebe zu Geminio gewusst habe, bittet Lucio, den Krieg gegen Rom zu beenden, und macht sich auf den Weg zum Richtplatz. Da besinnt sich Vitellia auf ihre Geschwisterliebe. Sie läuft ihm nach und verspricht, ebenso wie Servilia, mit ihm gemeinsam sterben zu wollen.
Decio erscheint mit bewaffneten Soldaten. Er erklärt, dass Manlio Ruhm verdient habe und nun nicht mehr Rom gehöre, sondern der Armee. Er setzt ihm einen Lorbeerkranz auf. Tito erkennt an, dass der Wille des Heeres über dem Gesetz stehe. Er vergibt Manlio und vereint ihn mit Servilia. Lucio bittet ihn um die Hand Vitellias und verspricht, im Gegenzug als Oberbefehlshaber der Latiner den Krieg zu beenden. Um den Frieden zu sichern, erklärt sich Vitellia bereit, ihn zu erhören. Decio und Servilia preisen Manlio als „Helden des Kapitols“. Alle stimmen ein.

## Gestaltung
Im Libretto zu Tito Manlio berücksichtigte Matteo Noris bereits einige der Elemente seines „neuen Stile“ („novo sentiero“), den er 1698 im Vorwort seines Marzio Coriolano beschrieb. Diese bedeuteten den Verzicht auf simple Intrigen, Kindereien und laszive Liebesgeschichten, wie sie zuvor in der Oper verbreitet waren. Stattdessen sollte größerer Wert auf politische und moralische Maximen gelegt werden.:265 Einige Merkmale von Tito Manlio sind noch typisch für die Zeit vor den Reformen Apostolo Zenos und anderer. So befinden sich noch nicht sämtliche Arien am Szenenende, wo sie wirkungsvoll zum Abgang eines Sängers genutzt werden konnten. Der Großteil der Arien verwendet noch nicht die Da-capo-Form, sondern ist durchkomponiert oder zweiteilig. Auch wird noch nicht streng zwischen Haupt- und Nebenrollen unterschieden, und es gibt mit dem Diener Lindo ein komisches Element, dass in der späteren Opera seria verpönt war und in die Intermezzi ausgelagert wurde. Wie Noris schon im Vorwort des Librettos bemerkte, reicherte er die historische Vorlage durch erfundene Liebesverwicklungen an und ließ die Geschichte glücklich enden.
Das Stück ist dramaturgisch komplex aufgebaut. Die Dichtung ist durchsetzt mit Verweisen auf Liebe und Tod. Die Metapher der Ketten wird auf geradezu manieristische Weise mehrfach verwendet. Alle Hauptcharaktere sind in Liebesbeziehungen verstrickt und zugleich durch gewaltsame Tode bedroht.:266
Die Hauptkonflikte bestehen hier zwischen Helden und Liebhabern, die allesamt an den Ruhm Roms glauben und dessen strenge Gesetze befolgen. Obwohl die Liebespaare gleichmäßig auf die beiden kriegsführenden Fraktionen verteilt sind, gilt dies nicht für die moralische Sicht. Der einzige ehrenhafte Gegner der Römer ist Geminio, und dieser wird vom Helden in einem verbotenen Duell getötet. Der andere Latiner, Lucio, wird als moralisch verkommen dargestellt,:265 macht aber im Verlauf der Handlung als einziger eine persönliche Entwicklung durch. Bis auf diesen entsprechen alle Figuren den üblichen Stereotypen der Barockoper: Tito ist der strenge Herrscher, Manlio der heldenhafte Feldherr, Vitellia die rachsüchtige Geliebte, Servilia die treue Liebende, Lindo der komische Diener und Decio der gutmütige Soldat.

## Werkgeschichte
Die Uraufführung von Pollarolos Vertonung des Tito Manlio erfolgte am 20. September 1696 im Theater von Prinz Ferdinando de’ Medici in der Sommerresidenz des Großherzogs der Toskana in Pratolino, bevor sie zur folgenden Karnevalssaison im Teatro San Giovanni Crisostomo mit großem Erfolg in Venedig aufgeführt wurde.:139 Die Titelrolle sang Antonio Francesco Carli. Die weiteren Darsteller waren Matteo Sassani (Manlio), Michelangelo Gasparini (Decio und Geminio), Maria Domenica Pini (Servilia) und Angiola Gringher (Vitelia). Der Corriere lobte am 2. Februar besonders die Schlussszene, in der eine Bühnenmaschine den Tiber darstellte, und schrieb am 9. Februar von ungewöhnlich starkem Applaus. Der Mercurio pries die Musik, aber nicht die Sänger. Matteo Noris wies darauf hin, dass das Werk im Vergleich zu seinem Originaltext gekürzt worden war. Einige Szenen waren umgestellt und zusätzliche Arien eingefügt worden, aber der „heroische Charakter“ des Werks sei nicht beschädigt worden.:226
Es folgten ungefähr zehn weitere Vertonungen anderer Komponisten, von denen die Fassung Antonio Vivaldis die bekannteste ist.
Das Libretto von Matteo Noris wird gelegentlich mit dem gleichnamigen Libretto von Gaetano Roccaforte verwechselt, das erstmals 1742 mit Musik von Gennaro Manna in Rom aufgeführt wurde. In diesem Text spielt die gesamte Handlung in Rom. Der Schwerpunkt liegt auf dem Konflikt zwischen Glück und Pflicht. Die Charaktere des Latinerhauptmanns Geminio und des Dieners Lindo fehlen – letzterer aufgrund des veränderten Geschmacks nach den Reformen Zenos und anderer. Manlios Schwester Vitella trägt bei Roccaforte den Namen Sabina. Auch die Verse und der Szenenaufbau unterscheiden sich von denen Noris’. Roccafortes Libretto vertonten nach Gennaro Manna (Rom 1742) auch Niccolò Jommelli (Turin 1743, überarbeitet Stuttgart 1758; er vertonte 1746 auch Noris’ Fassung), Girolamo Abos (Neapel 1751), Gaetano Latilla (Rom 1755), Pietro Alessandro Guglielmi (Rom 1763), Giovanni Battista Borghi (Rom 1779), Giuseppe Giordani (Genua 1784), Angelo Tarchi (Rom 1791) und Gioacchino Cocchi (London 1761; bei Corago fälschlich Noris zugeordnet).
Ein weiteres Libretto mit dem Titel Tito Manlio vertonte Attilio Ariosti 1717 für das Londoner King’s Theatre am Haymarket. Dieser Text stammt möglicherweise von Nicola Francesco Haym.

## Vertonungen
Folgende Komponisten vertonten das Libretto von Matteo Noris:
| Komponist | Uraufführung                                                       | Aufführungsort     | Anmerkungen |  |
| --- | ------------------------------------------------------------------ | ------------------ | --- |  |
| Carlo Francesco Pollarolo                                                                                          | 20. September 1696, Sommerresidenz des Großherzogs der Toskana:226 | Pratolino          | auch Ende 1696 im Teatro San Giovanni Crisostomo in Venedig; 1598 im Teatro San Sebastiano in Livorno; am 15. Januar 1698 überarbeitet im Teatro Bonacossi in Ferrara; 1699 in Verona; 1703 im Teatro Regio in Turin; am 1. Oktober 1720 überarbeitet von Ignazio Prota im königlichen Palast in Neapel |  |
| Luigi Mancia | Karneval 1698, Teatro San Bartolomeo                               | Neapel             | Mit einem Buffo-Paar Zelta/Bruno anstelle des Dieners Lindo.:276 |  |
| Antonio Giannettini                                                                                                | Messe 1701, Teatro Pubblico                                        | Reggio nell’Emilia | |  |
| Paolo Magni | 8. Februar 1710, Teatro Regio Ducale                               | Mailand            | möglicherweise zusammen mit Andrea Stefano Fiorè |  |
| Antonio Vivaldi → Tito Manlio (Vivaldi)                                                                            | Karneval 1719, Teatro Arciducale:139 und 374                       | Mantua             | Originalfassung des Librettos von 1696; Partitur nur unvollständig erhalten; die Komposition oder Partitur-Reinschrift wurde nach eigenen Angaben in fünf Tagen erstellt („fatto in 5 giorni“) |  |
| Pasticcio mit Musik von Gaetano Boni (erster Akt), Giovanni Giorgi (zweiter Akt) und Antonio Vivaldi (dritter Akt) | 8. Januar 1720, Teatro della Pace:375                              | Rom                | nur Textbuch und einzelne Arien erhalten; Libretto basierend auf der neapolitanischen Fassung von 1698 (Luigi Mancia) mit dem Buffo-Paar Breno/Dina.:276 |  |
| Luca Antonio Predieri                                                                                              | Karneval 1721, Teatro della Pergola                                | Florenz            | |  |
| anonym | Karneval 1724, Hoftheater                                          | München            | |  |
| anonym | 1725, Teatro di Santa Cecilia                                      | Palermo            | |  |
| anonym | Karneval 1733, Teatro San Sebastiano                               | Livorno            | |  |
| Michele Fini | 22. Januar 1742, Teatro Cocomero                                   | Florenz            | |  |
| Niccolò Jommelli                                                                                                   | 12. November 1746, Teatro San Giovanni Crisostomo:503              | Venedig            | Libretto bearbeitet von Jacopo Antonio Sanvitale ohne die komische Rolle des Dieners Lindo; auch am 5. Oktober 1747 in Wien |  |

## Aufnahmen und Aufführungen in neuerer Zeit
- Antonio Vivaldi:
  - September 1977 (Studio-Aufnahme): Vittorio Negri (Dirigent), Kammerorchester Berlin, Rundfunkchor Berlin. Giancarlo Luccardi (Tito Manlio), Birgit Finnilä (Vitellia), Rose Wagemann (Manlio), Margaret Marshall (Lucio), Norma Lerer (Decio), Domenico Trimarchi (Lindo), Claes-Håkan Ahnsjö (Geminio), Julia Hamari (Servilia). Philips CD: 446 332 2.[31]:22204
  - September 2000 (live, konzertant aus Venedig, mit italienischen Zwischentexten): Andrea Marcon (Dirigent), Venice Baroque Orchestra. Lorenzo Regazzo (Tito Manlio und Lindo), Sara Mingardo (Vitellia und Servilia), Beatrice Hunley-Lowe (Manlio), Cristiana Presutti (Lucio), Roberto Balconi (Decio), Lorenzo Arruga (Sprecher).[31]:22205
  - Juli 2003 (Studio-Aufnahme): Federico Maria Sardelli (Dirigent), Orchestra Barocco Modo Antiquo. Nicola Ulivieri (Tito Manlio), Rosa Dominguez (Vitellia), Elisabeth Scholl (Manlio), Nicki Kennedy (Lucio), Thierry Grégoire (Decio), Bruno Taddia (Lindo), Davide Livermore (Geminio), Lucia Sciannimanico (Servilia). cpo 777 096-2 (3 CD).[31]:22206
  - Juli 2003 (live aus Barga, gekürzt): Federico Maria Sardelli (Dirigent), Orchestra Barocco Modo Antiquo. Nicola Ulivieri (Tito Manlio), Rosa Dominguez (Vitellia), Elisabeth Scholl (Manlio), Nicki Kennedy (Lucio), Thierry Grégoire (Decio), Bruno Taddia (Lindo), Davide Livermore (Geminio), Lucia Sciannimanico (Servilia).[31]:22207
  - Oktober 2004 (Studio-Aufnahme): Ottavio Dantone (Dirigent), Accademia Bizantina. Nicola Ulivieri (Tito Manlio), Marijana Mijanovic (Vitellia), Karine Gauvin (Manlio), Debora Beronesi (Lucio), Barbara Di Castri (Decio), Christian Senn (Lindo), Mark Milhofer (Geminio), Ann Hallenberg (Servilia). Naive/Opus 111 OP30413 (3 CD).[31]:22208

## Digitalisate
1. ↑  Libretto (italienisch) der Oper von Carlo Francesco Pollarolo, Florenz 1696. Digitalisat bei Google Books.
2. ↑  Libretto (italienisch) der Oper von Luigi Mancia, Neapel 1698. Digitalisat bei Google Books.
3. ↑  Libretto (italienisch) der Oper von Antonio Giannettini, Reggio nell’Emilia 1701. Digitalisat im Internet Archive.
4. ↑  Libretto (italienisch) der Oper von Andrea Stefano Fiorè, Paolo Magni. Digitalisat der Biblioteca Nazionale Braidense.
5. ↑  Libretto (italienisch/deutsch, PDF) der Oper von Antonio Vivaldi, Mantua 1719 im Archiv des Theaters Heidelberg, abgerufen am 11. August 2016.
6. ↑  Libretto (italienisch) der anonymen Oper, Rom 1720. Digitalisat bei Google Books.
7. ↑  Libretto (italienisch) der Oper von Luca Antonio Predieri, Florenz 1721. Digitalisat des Museo internazionale e biblioteca della musica di Bologna.
8. ↑  Libretto (italienisch) der anonymen Oper, München 1724. Digitalisat des Münchener Digitalisierungszentrums.
9. ↑  Libretto (italienisch) der anonymen Oper, Livorno 1733. Digitalisat der Biblioteca Nazionale Centrale di Firenze.
10. ↑  Libretto (italienisch) der Oper von Michele Fini, Florenz 1742. Digitalisat der Biblioteca Nazionale Braidense.
11. ↑  Venedig 1746 Libretto (italienisch) der Oper von Niccolò Jommelli, Venedig 1746. Digitalisat bei Google Books.